# Zacualpa
Zacualpa est une ville du Guatemala dans le département du Quiché.